# Twin Atlantic
Twin Atlantic est un groupe de rock alternatif provenant de Glasgow en Écosse. Le groupe est composé de Sam McTrusty au chant, de Barry McKenna à la guitare, de Ross McNae à la basse et de Craig Kneale à la batterie.

## Histoire

### Free (2011 - 2013)
Leur second album Free, sort le 29 avril 2011 en Irlande puis le 2 mai 2011 au Royaume-Uni. Le premier single Edit Me sort le 14 février.

### Great Divide (2014 - ...)
En février 2014, le groupe effectue la première partie de Thirty Seconds to Mars, pour leur tournée européenne. 
Le 23 avril 2014, le troisième album Great Divide du groupe est annoncé et est prévu pour le 18 août 2014.  Les pré-commandes de l'album sont également mis à disposition le jour-même.

## Composition du groupe
- Sam McTrusty : chant, guitare rythmique
- Barry McKenna : guitare, violoncelle, clavier, chœur
- Ross McNae : basse, clavier, chœur
- Craig Kneale : batterie, chœur